# 베넷 혜성
베넷 혜성(Comet Bennett, 공식명칭 C/1969 Y1)은 1969년 발견된 혜성이다. 주기는 1700년이며, 다음에 볼 수 있는 때는 3648년으로 추정된다. 발견 당시 베넷 혜성의 극대광도는 +0 등급이었다.